# علم قبرص الشمالية
اعتمد علم قبرص الشمالية (بالتركية: Кузей Кыбрыс Түрк Җумхуриєти байрағы)‏ في 7 أذار - مارس من سنة 1984 ويتكون علم قبرص الشمالية كما عُرف في المادة 2 من قانون علم جمهورية قبرص الشمالية التركية من اثنين من الأشرطة الأفقية باللون الأحمر في أعلى وأسفل العلم مع هلال ونجمة خماسية الشكل باللون الأحمر في وسط العلم على خلفية بيضاء اللون .

## التصميم والرمزية

تصميم العلم كما نُشرته وزارة التربية الوطنية لقبرص الشمالية في موقعها الرسمي

لا توجد أي بيانات رسمية حول معنى العلم. التفسير هو أن النجم والهلال يمثلان التركية، ويمثل اللون الأحمر دماء القبارصة الأتراك الذين قتلوا في أعمال العنف الطائفي القبرصي ويمثل اللون الأبيض السلام، ويمثل الخط الأعلى تركيا والخط السفلي يمثل قبرص الشمالية، ويرمز الخطان الأفقيان إلى استمرار جمهورية قبرص الشمالية إلى الأبد.

### الألوان
| النموذج                              | أحمر          | أبيض        |
| ------------------------------------ | ------------- | ----------- |
| النموذج اللوني أحمر أخضر أزرق        | 227-10-23     | 255-255-255 |
| نظام عد ستة عشري                     | #E30A17       | #FFFFFF     |
| النموذج اللوني سيان ماجنتا أصفر أسود | 0, 96, 90, 11 | 0, 0, 0, 0  |

## التاريخ
تشكلت دولة قبرص الاتحادية التركية في 13 فبراير 1975 وظلت موجودة حتى 15 أكتوبر 1983. ولكن لم تعمد الدولة علمًا في دستورها.
بعد 3 أيام في 18 نوفمبر 1983 من إعلان استقلال دولة قبرص الاتحادية التركية، وهي دولة أعلنت استقلالها من جانب ولم تعترف بها إلا تركيا، ناقش مجلس وزراء قبرص الشمالية علم الدولة الجديدة. تقرر استخدام علم قبرص مع وضع علم تركيا في الكانتون (أعلى اليسار). ولكن لم يستخدم التصميم مطلقًا. وفقًا لمقال نُشر في Flag Bulletin، خلال الأشهر الأربعة الأولى استخدم علم تركيا علم رسمي لشمال قبرص.

### العلم الحالي
دعت الحكومة رسميًا إلى تصميم علم جديد للبلاد في 23 نوفمبر 1983 وطلبت اقتراحات العلم من جميع المواطنين والمؤسسات على أن يكون تاريخ 3 ديسمبر 1983 الموعد النهائي. قبل التصميم الذي رسمه الفنان القبرصي التركي أمين جيزنيل واعتمد رسميًا في 7 مارس 1984 بموجب القانون رقم 15 لدستور قبرص الشمالية. تم تبني قانون العلم في نفس اليوم. ونشرته الجريدة الرسمية في 9 مارس 1984. على الرغم من عدم وجود جائزة موعودة تلقى أمين جيزنيل جائزة 100000 ليرة في 9 مارس 1984، وهو نفس المبلغ الذي أُعطي لمحمد عاكف آرصوي لكتابته نشيد الاستقلال التركي (النشيد الوطني لتركيا وشمال قبرص) في عام 1921.

### العلم الوطني المقترح

Flag of the United Republic of Cyprus chosen by a committee of Greek and Turkish Cypriots in early March 2004

كانت خطة أنان عبارة عن اقتراح للأمم المتحدة لإعادة هيكلة جمهورية قبرص لتصبح اتحاد تحت اسم جمهورية قبرص المتحدة لتسوية النزاع القبرصي. اختارت لجنة من القبارصة اليونانيين والأتراك في أوائل مارس 2004 علم مكون من خطوط من ألوان الأبيض والأزرق والأحمر والأصفر. وكان من المقرر استخدام العلم الحالي علمًا لدولة الاتحاد القبرصي التركي.
يمثل الشريط الأزرق اليونانيين بينما يمثل الشريط الأحمر الأتراك وهما المجموعتان العرقيتان الرئيسيتان في قبرص ويمثل الشريط البرتقالي المصفر النحاس، الذي يحتمل أن الجزيرة استمدت منه اسمها. لم يذكر معنى الخط الأبيض رسميًا ولكنه يفسر على أنه يمثل السلام بين العرقيين.
في استفتاء عام 2004 قبل الخطة 65٪ من القبارصة الأتراك لكن عارضها 76٪ من القبارصة اليونانيين، وبالتالي لم تنفذ الخطة.

## أعلام سابقة

علم قبرص الشمالية مابين عامي 1983 - 1984 .